# سيتي أوف آنجيلز
ستي اوف انجيلز: مدينة الملائكة (بالإنجليزية: City of Angels)‏ هو فيلم فانتازيا ورومنسي أُنْتِج في الولايات المتحدة وصدر في سنة 1998, من إخراج براد سيلبرلنج وبطولة كل من نيكولاس كيجو ميج رايان مكان القصة في لوس انجلوس والفيلم عبارة عن إعادة تصنيع لفيلم ألماني بعنوان وينج اوف ديزاير من إنتاج عام 1987 والذي مكان القصة فيه مدينة برلين.

## الممثلين
- نيكولاس كيج بدور سيث
- ميج رايان بدور الدكتورة ماجي ريس
- أندريه بروير بدور كاسييل
- كولم فيور بدور جوردن فيريس
- دينيس فرانس بدور ناثانيل

## القصة
تعيش ماجي جراحة القلب في ولاية لوس أنجلوس، لكنها لا تؤمن بوجود ملائكة تعيش على الأرض، وتعتقد أن مهنتها هي التي تجعلها قادرة على إنقاذ أرواح مرضاها. تلتقي ماجي في المستشفى بسيث الذي يخبرها بأنه حان وقت رحيلهما، وتكتشف أنه ليس إنسانا عاديا لكنه ملاك.
تتطور العلاقة بينهما؛ فتقوم ماجي بأخذ رأي سيث في شئون حياتها، وأثناء مرور سيث على المرضى يكتشف أن المريض ميسينجر يستطيع أن يراه بل ويتحدث إليه.
أثناء حديث سيث مع ميسينجر، يكتشف أنه كان في السابق ملاكا أيضا، لكنه تخلى عن قدراته ليتحول إلى بشري، فيقرر سيث أن يفعل مثله كي يستطيع أن يحب ماجي.

## الميزانية والإيرادات
بلغت تكلفة إنتاج الفيلم حوالي 55 مليون دولار بينما حقق أرباحا تقدر بـ 198,685,114 دولار أمريكي.

## وصلات خارجية
- سيتي أوف آنجيلز على موقع IMDb (الإنجليزية)
- سيتي أوف آنجيلز على موقع ميتاكريتيك (الإنجليزية)
- سيتي أوف آنجيلز على موقع روتن توميتوز (الإنجليزية)
- سيتي أوف آنجيلز على موقع نتفليكس (الإنجليزية)
- سيتي أوف آنجيلز على موقع قاعدة بيانات الأفلام العربية
- سيتي أوف آنجيلز على موقع ألو سيني (الفرنسية)
- سيتي أوف آنجيلز على موقع Turner Classic Movies (الإنجليزية)
- سيتي أوف آنجيلز على موقع أول موفي (الإنجليزية)
- سيتي أوف آنجيلز على موقع بوكس أوفيس موجو (الإنجليزية)
- سيتي أوف آنجيلز على موقع فيلمافينيتي (الإسبانية)

1. ↑  لغة العمل أو لغة الاسم: الإنجليزية.
2. ↑  مذكور في: قاعدة بيانات الأفلام التشيكية السلوفاكية. لغة العمل أو لغة الاسم: التشيكية. تاريخ النشر: 2001.